# Český pohár národní házené mužů 2008/2009
Předchozí sezóna: 2007/08
Následující sezóna: 2009/10

## Stupně vítězů
| Zlato           | Stříbro        | Bronz      | 4 místo        |
| --------------- | -------------- | ---------- | -------------- |
| TJ DIOSS Nýřany | TJ Plzeň-Újezd | 1. NH Brno | Sokol Dobruška |

## Herní systém
Povinnou účast v Českém poháru národní házené mužů 2008/09 mělo všech 12 klubů, které se v sezóně 2008/09 zúčastnily 1. ligy a také všech 24 klubů, které se v sezóně 2008/09 zúčastnily 2. ligy. Zúčastnit soutěže se mohly také kluby z nižších soutěží, které ve stanoveném termínu odevzdaly řádně vyplněnou přihlášku. Soutěž byla rozdělena do 5 fází (základní kolo, osmifinále, čtvrtfinále, semifinále a finále). Základního kola se zúčastnilo 12 nejhorších klubů ze 2. ligy 2008/09, které byly takto vyhodnoceny podle umístění ve vrcholných soutěžích v sezóně 2007/08 + 6 řádně přihlášených klubů z nižších soutěží. Účastníci byly rozděleny do 2 pětičlenných a 2 čtyřčlenných skupin. V každé skupině se odehrál jeden turnaj, který byl hrán jednokolově systémem každý s každým. Poté se vyhodnotila tabulka turnaje a týmy na 1. a 2. místě postoupily do osmifinále. Osmifinále se zúčastnilo 8 klubů, které postoupily ze základního kola + 12 nejlepších klubů ze 2. ligy 2008/09, které byly takto vyhodnoceny podle umístění ve vrcholných soutěžích v sezóně 2007/08. Účastníci byly rozděleni do 4 pětičlenných skupin. V těchto skupinách probíhal boj o postup do čtvrtfinále stejným systémem jako v základním kole. Čtvrtfinále se zúčastnilo 8 klubů, které postoupily z osmifinále + všech 12 prvoligových týmů. Účastníci byly opět rozděleni do 4 pětičlenných skupin a kritéria postupu do semifinále byla stejná jako v základním kole. Semifinále se zúčastnilo 8 úspěšných klubů ze čtvrtfinále, které byly rozděleny do 2 čtyřčlenných skupin a kritéria postupu do čtyřčlenného finále byla opět stejná jako v základním kole. Finále se hrálo ve Řevnicích u Prahy opět jednokolově systémem každý s každým a poté byla vyhodnocena konečná tabulka finálového turnaje Českého poháru národní házené mužů.

## Základní kolo
Skupina A - turnaj v Litvínově
- Litvínov - Žatec 7:5
- Chomutov - Most 9:10
- Klášterec - Litvínov 13:10
- Žatec - Chomutov 8:8
- Most - Klášterec 13:12
- Chomutov - Litvínov 14:12
- Žatec - Klášterec 9:11
- Litvínov - Most 11:12
- Klášterec - Chomutov 10:8
- Most - Žatec 13:10

| Poř. | Tým                     | Z | V | R | P | VG | OG | B |
| ---- | ----------------------- | - | - | - | - | -- | -- | - |
| 1.   | Baník Most NH           | 4 | 4 | 0 | 0 | 48 | 42 | 8 |
| 2.   | SKNH Klášterec nad Ohří | 4 | 3 | 0 | 1 | 46 | 40 | 6 |
| 3.   | KNH Chomutov            | 4 | 1 | 1 | 2 | 39 | 40 | 3 |
| 4.   | KNHCH Litvínov          | 4 | 1 | 0 | 3 | 40 | 44 | 2 |
| 5.   | TJ Šroubárna Žatec      | 4 | 0 | 1 | 3 | 32 | 39 | 1 |

Skupina B - turnaj v Čakovicích
- Čakovice B - Bakov 6:13
- Nýřany B - Osek 10:5
- Rožmitál - Čakovice B 9:11
- Bakov - Nýřany B 9:10
- Osek - Rožmitál 6:7
- Nýřany B - Čakovice B 11:5
- Bakov - Rožmitál 12:7
- Čakovice B - Osek 8:9
- Rožmitál - Nýřany B 6:12
- Osek - Bakov 6:15

| Poř. | Tým                               | Z | V | R | P | VG | OG | B |
| ---- | --------------------------------- | - | - | - | - | -- | -- | - |
| 1.   | TJ DIOSS Nýřany                   | 4 | 4 | 0 | 0 | 43 | 25 | 8 |
| 2.   | Sokol Bakov nad Jizerou           | 4 | 3 | 0 | 1 | 49 | 29 | 6 |
| 3.   | TJ Avia Čakovice B                | 4 | 1 | 0 | 3 | 30 | 42 | 2 |
| 4.   | Sokol Osek u Rokycan              | 4 | 1 | 0 | 3 | 26 | 40 | 2 |
| 5.   | TJ Spartak Rožmitál pod Třemšínem | 4 | 1 | 0 | 3 | 29 | 41 | 2 |

Skupina C - turnaj v Brně
- MS Brno - Ostopovice 17:11
- Veselí - MS Brno 15:20
- Ostopovice - Veselí 20:14

| Poř. | Tým                      | Z | V | R | P | VG | OG | B |
| ---- | ------------------------ | - | - | - | - | -- | -- | - |
| 1.   | KNH Moravská Slavia Brno | 2 | 2 | 0 | 0 | 37 | 26 | 4 |
| 2.   | TJ Sokol Ostopovice      | 2 | 1 | 0 | 1 | 31 | 31 | 2 |
| 3.   | SKNH Veselí nad Moravou  | 2 | 0 | 0 | 2 | 29 | 40 | 0 |
| 4.   | TJ Sokol Podhorní Újezd  | 0 | 0 | 0 | 0 | 0  | 0  | 0 |

- Družstvo Podhorního Újezda se nedostavilo k turnaji.

Skupina D - turnaj v Rokytnici
- Pustějov - Rokytnice 10:9
- Kčín B - Dobruška B 5:12
- Rokytnice - Dobruška B 6:15
- Krčín B - Pustějov 4:5
- Dobruška B - Pustějov 23:11
- Rokytnice - Krčín B 8:10

| Poř. | Tým                | Z | V | R | P | VG | OG | B |
| ---- | ------------------ | - | - | - | - | -- | -- | - |
| 1.   | Sokol Dobruška B   | 3 | 3 | 0 | 0 | 50 | 22 | 6 |
| 2.   | TJ Pustějov        | 3 | 2 | 0 | 1 | 26 | 36 | 4 |
| 3.   | Sokol Krčín B      | 3 | 1 | 0 | 2 | 19 | 25 | 2 |
| 4.   | TJ Sokol Rokytnice | 3 | 0 | 0 | 3 | 23 | 35 | 0 |

## Osmifinále
Skupina E - turnaj v Nezvěsticích
- Tymákov - Nezvěstice 8:9
- Klášterec - Všenice 7:9
- Most - Tymákov 4:12
- Nezvěstice - Klášterec 14:8
- Všenice - Most 11:13
- Klášterec - Tymákov 12:16
- Nezvěstice - Most 13:8
- Tymákov - Všenice 12:6
- Most - Klášterec 7:7
- Všenice - Nezvěstice 11:16

| Poř. | Tým                     | Z | V | R | P | VG | OG | B |
| ---- | ----------------------- | - | - | - | - | -- | -- | - |
| 1.   | TJ Sokol Nezvěstice     | 4 | 4 | 0 | 0 | 52 | 35 | 8 |
| 2.   | Sokol Tymákov           | 4 | 3 | 0 | 1 | 48 | 31 | 6 |
| 3.   | Baník Most NH           | 4 | 1 | 1 | 2 | 32 | 43 | 3 |
| 4.   | TJ Všenice              | 4 | 1 | 0 | 3 | 37 | 48 | 2 |
| 5.   | SKNH Klášterec nad Ohří | 4 | 0 | 1 | 3 | 34 | 46 | 1 |

Skupina F - turnaj v Ejpovicích
- Litohlavy - Ejpovice 8:6
- Bakov - Řevnice 16:6
- Nýřany B - Litohlavy 8:11
- Ejpovice - Bakov 7:9
- Řevnice - Nýřany B 21:12
- Bakov - Litohlavy 15:11
- Ejpovice - Nýřany B 14:11
- Litohlavy - Řevnice 6:18
- Nýřany B - Bakov 6:11
- Řevnice - Ejpovice 10:13

| Poř. | Tým                     | Z | V | R | P | VG | OG | B |
| ---- | ----------------------- | - | - | - | - | -- | -- | - |
| 1.   | Sokol Bakov nad Jizerou | 4 | 4 | 0 | 0 | 51 | 30 | 8 |
| 2.   | NH Řevnice              | 4 | 2 | 0 | 2 | 55 | 47 | 4 |
| 3.   | TJ Sokol Ejpovice       | 4 | 2 | 0 | 2 | 40 | 38 | 4 |
| 4.   | TJ Litohlavy            | 4 | 2 | 0 | 2 | 36 | 47 | 4 |
| 5.   | TJ DIOSS Nýřany B       | 4 | 0 | 0 | 4 | 37 | 57 | 0 |

Skupina G - turnaj v Brně
- Jihlava - Draken 7:6
- Ostopovice - Opatovice 8:15
- Draken - MS Brno 8:9
- Jihlava - Ostopovice 19:3
- Opatovice - MS Brno 6:7
- Ostopovice - Draken 5:13
- Jihlava - MS Brno 9:5
- Draken - Opatovice 13:7
- MS Brno - Ostopovice 13:3
- Opatovice - Jihlava 9:12

| Poř. | Tým                          | Z | V | R | P | VG | OG | B |
| ---- | ---------------------------- | - | - | - | - | -- | -- | - |
| 1.   | SK Autonot Jihlava           | 4 | 4 | 0 | 0 | 47 | 23 | 8 |
| 2.   | KNH Moravská Slavia Brno     | 4 | 3 | 0 | 1 | 34 | 26 | 6 |
| 3.   | Draken Brno                  | 4 | 2 | 0 | 2 | 40 | 28 | 4 |
| 4.   | TJ Sokol Opatovice nad Labem | 4 | 1 | 0 | 3 | 37 | 40 | 2 |
| 5.   | TJ Sokol Ostopovice          | 4 | 0 | 0 | 4 | 19 | 60 | 0 |

Skupina H - turnaj v Albrechtičkách
- Vítkovice - Albrechtičky 20:13
- Pustějov - Studénka 8:14
- Dobruška B - Vítkovice 12:14
- Albrechtičky - Pustějov 13:14
- Studénka - Dobruška B 10:7
- Pustějov - Vítkovice 11:10
- Albrechtičky - Dobruška B 13:15
- Vítkovice - Studénka 11:10
- Dobruška B - Pustějov 9:13
- Studénka - Albrechtičky 18:13

| Poř. | Tým                | Z | V | R | P | VG | OG | B |
| ---- | ------------------ | - | - | - | - | -- | -- | - |
| 1.   | SK Studénka        | 4 | 3 | 0 | 1 | 52 | 39 | 6 |
| 2.   | SSK Vítkovice      | 4 | 3 | 0 | 1 | 55 | 46 | 6 |
| 3.   | TJ Pustějov        | 4 | 3 | 0 | 1 | 46 | 46 | 6 |
| 4.   | Sokol Dobruška B   | 4 | 1 | 0 | 3 | 43 | 50 | 2 |
| 5.   | Sokol Albrechtičky | 4 | 0 | 0 | 4 | 52 | 67 | 0 |

## Čtvrtfinále
Skupina I - turnaj v Plzni
- Tymákov - Příchovice 16:14
- Nezvěstice - Újezd 14:18
- Stará Huť - Tymákov 14:11
- Příchovice - Nezvěstice 6:10
- Újezd - Stará Huť 18:13
- Nezvěstice - Tymákov 5:16
- Příchovice - Stará Huť 13:14
- Tymákov - Újezd 8:14
- Stará Huť - Nezvěstice 11:13
- Újezd - Příchovice 16:5

| Poř. | Tým                 | Z | V | R | P | VG | OG | B |
| ---- | ------------------- | - | - | - | - | -- | -- | - |
| 1.   | TJ Plzeň-Újezd      | 4 | 4 | 0 | 0 | 66 | 40 | 8 |
| 2.   | Sokol Tymákov       | 4 | 2 | 0 | 2 | 51 | 47 | 4 |
| 3.   | TJ Stará Huť        | 4 | 2 | 0 | 2 | 52 | 55 | 4 |
| 4.   | TJ Sokol Nezvěstice | 4 | 2 | 0 | 2 | 42 | 51 | 4 |
| 5.   | TJ Příchovice       | 4 | 0 | 0 | 4 | 38 | 56 | 0 |

Skupina J - turnaj v Plzni
- Stupno - Přeštice 9:16
- Řevnice - Nýřany 15:26
- Bakov - Stupno 17:10
- Přeštice - Řevnice 15:13
- Nýřany - Bakov 14:5
- Řevnice - Stupno 14:21
- Přeštice - Bakov 10:5
- Stupno - Nýřany 9:23
- Bakov - Řevnice 11:5
- Nýřany - Přeštice 11:10

| Poř. | Tým                     | Z | V | R | P | VG | OG | B |
| ---- | ----------------------- | - | - | - | - | -- | -- | - |
| 1.   | TJ DIOSS Nýřany         | 4 | 4 | 0 | 0 | 71 | 39 | 8 |
| 2.   | TJ Přeštice             | 4 | 3 | 0 | 1 | 51 | 38 | 6 |
| 3.   | Sokol Bakov nad Jizerou | 4 | 2 | 0 | 2 | 38 | 39 | 4 |
| 4.   | Sokol Stupno            | 4 | 1 | 0 | 3 | 49 | 73 | 2 |
| 5.   | NH Řevnice              | 4 | 0 | 0 | 4 | 50 | 70 | 0 |

Skupina K - turnaj v Náchodě
- Dobruška - Krčín 13:10
- Jihlava - Čakovice 13:13
- MS Brno - Dobruška 8:21
- Krčín - Jihlava 12:9
- Čakovice - MS Brno 16:16
- Jihlava - Dobruška 18:12
- Krčín - MS Brno 16:9
- Dobruška - Čakovice 15:15
- MS Brno - Jihlava 12:10
- Čakovice - Krčín 9:12

| Poř. | Tým                      | Z | V | R | P | VG | OG | B |
| ---- | ------------------------ | - | - | - | - | -- | -- | - |
| 1.   | Sokol Krčín              | 4 | 3 | 0 | 1 | 60 | 40 | 6 |
| 2.   | Sokol Dobruška           | 4 | 2 | 1 | 1 | 61 | 51 | 5 |
| 3.   | KNH Moravská Slavia Brno | 4 | 1 | 1 | 2 | 45 | 63 | 3 |
| 4.   | TJ Avia Čakovice         | 4 | 0 | 3 | 1 | 53 | 56 | 3 |
| 5.   | SK Autonot Jihlava       | 4 | 1 | 1 | 2 | 50 | 49 | 3 |

Skupina L - turnaj ve Staré Vsi
- Vítkovice - Stará Ves 10:11
- Studénka - Svinov 13:21
- Brno - Vítkovice 20:13
- Stará Ves - Studénka 21:11
- Svinov - Brno 11:13
- Studénka - Vítkovice 7:18
- Stará Ves - Brno 16:14
- Vítkovice - Svinov 10:17
- Brno - Studénka 16:8
- Svinov - Stará Ves 7:12

| Poř. | Tým                        | Z | V | R | P | VG | OG | B |
| ---- | -------------------------- | - | - | - | - | -- | -- | - |
| 1.   | TJ Stará Ves nad Onřejnicí | 4 | 4 | 0 | 0 | 60 | 42 | 8 |
| 2.   | 1. NH Brno                 | 4 | 3 | 0 | 1 | 63 | 48 | 6 |
| 3.   | Sokol Svinov               | 4 | 2 | 0 | 2 | 57 | 48 | 4 |
| 4.   | SSK Vítkovice              | 4 | 1 | 0 | 3 | 51 | 55 | 2 |
| 5.   | SK Studénka                | 4 | 0 | 0 | 4 | 39 | 77 | 0 |

## Semifinále
Skupina M - turnaj v Plzni
- Přeštice - Újezd 12:14
- Nýřany - Tymákov 12:12
- Újezd - Tymákov 15:8
- Nýřany - Přeštice 18:15
- Tymákov - Přeštice 21:18
- Újezd - Nýřany 18:22

| Poř. | Tým             | Z | V | R | P | VG | OG | B |
| ---- | --------------- | - | - | - | - | -- | -- | - |
| 1.   | TJ DIOSS Nýřany | 3 | 2 | 1 | 0 | 52 | 45 | 5 |
| 2.   | TJ Plzeň-Újezd  | 3 | 2 | 0 | 1 | 47 | 42 | 4 |
| 3.   | Sokol Tymákov   | 3 | 1 | 1 | 1 | 41 | 45 | 3 |
| 4.   | TJ Přeštice     | 3 | 0 | 0 | 3 | 45 | 53 | 0 |

Skupina N - turnaj v Brně
- Brno - stará Ves 23:15
- Krčín - Dobruška 10:11
- Stará Ves - Dobruška 20:24
- Krčín - Brno 10:18
- Dobruška - Brno 13:22
- Stará Ves - Krčín 10:9

| Poř. | Tým                         | Z | V | R | P | VG | OG | B |
| ---- | --------------------------- | - | - | - | - | -- | -- | - |
| 1.   | 1. NH Brno                  | 3 | 3 | 0 | 0 | 63 | 38 | 6 |
| 2.   | Sokol Dobruška              | 3 | 2 | 0 | 1 | 48 | 52 | 4 |
| 3.   | TJ Stará Ves nad Ondřejnicí | 3 | 1 | 0 | 2 | 45 | 56 | 2 |
| 4.   | Sokol Krčín                 | 3 | 0 | 0 | 3 | 29 | 39 | 0 |

## Finále
Turnaj v Řevnicích
- Újezd - Nýřany 13:13
- Brno - Dobruška 16:13
- Nýřany - Dobruška 22:13
- Brno - Újezd 14:17
- Dobruška - Újezd 16:19
- Nýřany - Brno 17:13

| Poř. | Tým             | Z | V | R | P | VG | OG | B |
| ---- | --------------- | - | - | - | - | -- | -- | - |
| 1.   | TJ DIOSS Nýřany | 3 | 2 | 1 | 0 | 52 | 39 | 5 |
| 2.   | TJ Plzeň-Újezd  | 3 | 2 | 1 | 0 | 49 | 43 | 5 |
| 3.   | 1. NH Brno      | 3 | 1 | 0 | 2 | 43 | 47 | 2 |
| 4.   | Sokol Dobruška  | 3 | 0 | 0 | 3 | 42 | 57 | 0 |